# Free Four
«Free Four» (укр. «Четвірка вільних», «Вільна четвірка») — пісня рок-гурту Pink Floyd з альбому 1972 року «Obscured by Clouds» — саундтреку до французького фільму «Долина» (La Vallée). Представлена на стороні «В» другим за рахунком треком. Автором музики та слів пісні «Free Four», які починаються з відліку «раз-два-три, почали!» («One-two-free-fowah!»)  — Роджер Вотерс, він ж за сумісництвом — головний вокаліст. У тексті пісні «Free Four» Вотерс вперше згадує про загибель батька на війні (хоча до військової тематики Вотерс вже звертався у пісні 1968 року «Corporal Clegg»), пізніше ця тема була також відображена в альбомах The Wall (1979) і The Final Cut (1983) . Окрім цього, також є відомою кавер-версія пісні «Free Four» у виконанні 1978 Disco Floyd Band в стилі диско.
Окрім запису на альбомі Obscured by Clouds «Free Four» вийшла 1972 року у вигляді синглів в США (з піснею «Stay» на стороні «B»), Данії, Німеччині, Італії, Нідерландах, Новій Зеландії (з піснею "The Gold It's in the ... "на стороні «В»), а також в Японії (з композицією «Absolutely Curtains» на стороні «В»); окрім цього, композицію можна було зустріти на збірнику кращих композицій гурту «Works», що вийшов в США 1983 року. Пісня «Free Four» частіше за всіх інших композицій Pink Floyd звучала в ефірі американських музичних FM-радіостанцій . У рецензії на «Free Four», опублікованій на сайті Allmusic, зазначено, що вибір цієї композиції для випуску на синглі та частої радіотрансляції є незвичайним, оскільки пісня нагадує пауер-поп, вона стилістично «аномальна» і нетипова для Pink Floyd. «Free Four», скоріше, характерна для «The Kinks», мелодій в дусі сольних творів Пола Маккартні, декорованих рифами фузз-гітари та ударами в долоні, як це можна зустріти на класичних синглах T. Rex, і загалом композиція звучить неначе це післямова до пісні «In the Summertime» групи Mungo Jerry.

## Фільм «Долина»
У фільмі «Долина» головні герої намагалися купити коней для продовження експедиції, оскільки дорога закінчилася і просуватися по джунглях на автотранспорті було вже неможливим. Однак, шукачам загубленої в хмарах долини так і не вдалося домовитися з власниками коней про покупку. У той час, як герої картини їдуть від них на машині, починає звучати фрагмент пісні «Free Four», який триває трохи більше 2 хвилин, супроводжуючи кадри, в яких Вів'єн вирішує віддати всі свої гроші, щоб продовжити пошуки долини, і просить повернутися назад і натомість запропонувати за коней більшу ціну. За твердженням Енді Маббетта, редактора журналу The Amazing Pudding і автора низки книг про Pink Floyd, текст пісні на альбомі і у фільмі має деякі відмінності .

## Учасники запису
- Роджер Вотерс — бас-гітара, вокал, хлопки в долоні;
- Девід Гілмор — акустична та електрична гітари;
- Річард Райт — клавішні;
- Нік Мейсон — ударні;